# Ingeborg Wærn Bugge
Pour les articles homonymes, voir Bugge.
Ingeborg Wærn Bugge (5 mars 1899-26 janvier 1991) est une architecte suédoise. Elle a été l'une des premières femmes architectes officiellement diplômées en Suède. Elle conçoit, tout le long de sa carrière, des bâtiments résidentiels et des écoles, et travaille sur des projets de rénovation d'églises.

## Biographie
Ingeborg Wærn Bugge naît à Oslo. Elle est la fille de l'armateur Dagfinn Bugge et d'Elisabeth Wærn. Après le divorce de ses parents, elle déménage avec sa mère et son frère à Göteborg en 1902, puis à Stockholm. Elle obtient son diplôme de l'enseignement secondaire supérieur en 1918 avec de très bonnes notes en anglais, philosophie, suédois et dessin.

### Formation
Ingeborg Wærn Bugge commence à étudier l'architecture à l'Institut royal de technologie en 1919, après avoir été admise comme « étudiante spéciale » puisque les femmes n'étaient normalement pas admises à l'école à cette époque. À cette époque, Ingeborg Wærn Bugge travaille déjà comme architecte depuis plusieurs mois au sein de la firme Folke Bensow. Elle est la quatrième femme à être admise, après Agnes Magnell, Anna Branzell et Signe Christensen. Elle sort diplômée en 1922.
Grâce à une bourse de la Fredrika Bremer Association, après avoir obtenu son diplôme, elle voyage pour étudier en Italie, en Suisse et en Allemagne. À son retour en Suède, elle travaille pour plusieurs architectes différents, notamment Folke Bensow (1923), Carl Bergsten (1924-1926), Evert Milles (1927) et Karl Güettler (1928). De 1926 et 1928, elle étudie l'architecture à l'Institut royal d'art sous la direction du professeur Ragnar Östberg. Elle est la première femme à suivre le cours et reçoit la note la plus élevée. Elle devient la première femme autorisée à travailler comme architecte en Suède.

### Carrière
En 1929, Ingeborg Wærn Bugge fonde son propre cabinet d'architecture avec une ancienne collègue de l'Institut royal de technologie, Kjerstin Göransson-Ljungman. Elles sont particulièrement préoccupées par les conditions de travail domestique des femmes et critiquent les petites cuisines exposées lors de l' exposition de Stockholm en 1930. Ensemble, elles publient un livre sur le sujet en 1936. La collaboration entre les deux architectes prend fin en 1936, Ingeborg Wærn Bugge continue de diriger l'entreprise elle-même. Pendant un certain temps, elle s'intéresse aux questions de conception des maisons domestiques, notamment pour les mères célibataires et voyage en Suède pour étudier les conditions de vie dans les fermes.
Ingeborg Wærn Bugge enseigne également à la campagne dans des cours organisés par Fredrika-Bremer-Förbundet et Svenska Slöjdföreningen. De plus, elle a écrit des livres et des articles. En 1953, Ingeborg Wærn Bugge accepte un emploi au Building Board de l'agence culturelle et se concentre sur les restaurations d'églises et d'autres structures comme le pavillon chinois à Drottningholm. Elle est membre de plusieurs sociétés et organisations. Elle travaille aussi pour les Nations Unies à Paris en 1953 et devient membre du conseil municipal de Nacka de 1955 à 1969. Elle prend sa retraite en 1974.